# لاچین (ترکیه)
لاچین (به ترکی استانبولی: Laçin) یک منطقهٔ مسکونی در ترکیه است که در استان چوروم واقع شده‌است.